# Haydon Boyd Warren-Gash
Haydon Boyd Warren-Gash CMC (* 8. August 1949) ist ein britischer Botschafter.

## Leben
Haydon Warren-Gash ist ein Lepidopterologe, etwa 12 Spezien sind nach ihm oder eines seiner Familienmitglieder benannt.
Er ist mit Caroline Emma Bowring Warren-Gash verheiratet und hat einen Sohn (* 1975) und eine Tochter (* 1977)
1971 trat Warren-Gash in der auswärtigen Dienst und wurde in der Abteilung Lateinamerikan im Foreign and Commonwealth Office (FCO) beschäftigt.
Von 1971 bis 1972 war Warren-Gash dritter Botschaftssekretär an der Botschaft in Ankara.
Von 1973 bis 1976 war Warren-Gash in der Abteilung Rhodesien im FCO beschäftigt.
Von 1976 bis 1977 war Warren-Gash zweiter Botschaftssekretär an der Botschaft in Madrid.
Von 1977 bis 1981 war Warren-Gash im Büro des Staatssekretärs im Außenministerium beschäftigt.
Von 1981 bis 1982 war Warren-Gash Privatsekretär der britischen Außenministers im FCO.
Von 1982 bis 1985 war Warren-Gash stellvertretender Leiter der Abteilung Südeuropa im FCO.
1988 war Haydon Warren-Gash, erster Botschaftssekretär für Handel in der Botschaft 35, rue du Faubourg St-Honore, Paris.
Von 1989 bis 1990 war Warren-Gash Deputy High Commissioner, Nairobi
Von 1994 bis 1997 war Warren-Gash nicht residenter Botschafter und Generalkonsul in Burkina Faso, Niger und Liberia.
1996 fing er in den Usambarabergen einen weißen Baliochilia.
Von 1997 bis 2001 war Haydon Warren-Gash im FCO: HIV/AIDS Special Project Coordinator.
Von 2001 bis 2002 war Haydon Warren-Gash auch Non-resident bei Präsident Maaouya Ould Sid’Ahmed Taya in Nouakchott, Mauretanien akkreditiert.
| Vorgänger            | Amt                                             | Nachfolger       |
| -------------------- | ----------------------------------------------- | ---------------- |
| Margaret Rothwell    | britischer Botschafter in Abidjan 1997 bis 2001 | Francois Gordon  |
| Anthony Layden       | britischer Botschafter in Rabbat 2002 bis 2005  | Charles Gray     |
| Thomas Joseph Duggin | britischer Botschafter in Bogota 2005 bis 2008  | John Anthony Dew |

## Verweise
| Personendaten    | Personendaten            |
| ---------------- | ------------------------ |
| NAME             | Warren-Gash, Haydon Boyd |
| KURZBESCHREIBUNG | britischer Botschafter   |
| GEBURTSDATUM     | 8. August 1949           |